# Antonio Clemente Olivert
Antonio Ángel Clemente Olivert (València, 1955) és un polític valencià. Llicenciat en farmàcia, és especialista en anàlisi clínica. Militant del Partit Popular, ha estat elegit diputat per la província de València a les eleccions a les Corts Valencianes de 1995, 1999, 2003, 2007 i 2011. Ha estat portaveu adjunt del Grup Popular a les Corts Valencianes.
Arran de l'esclat de l'escàndol de corrupció política (Cas Gürtel) que afectava presumptament a diversos càrrecs del partit, al novembre de 2009 el president Francisco Camps ordena una profunda reorganització de les estructures del PPCV per tal de revitalitzar-lo i reconquerir el lideratge mediàtic. Així, Clemente passa a ocupar la secretaria general en substitució de l'interí César Augusto Asencio, que a la vegada havia ocupat durant 15 dies el lloc deixat per l'anterior secretari general i portaveu parlamentari, Ricardo Costa, presumptament implicat al Cas Gürtel.
Al Congrés Regional que el PP celebrà el maig de 2012 en el qual Alberto Fabra fou elegit president del partit, Clemente fou substituït per Serafín Castellano al capdavant de la secretaria general del PP. L'octubre d'aquell mateix any ascendí a la secretaria primera de les Corts Valencianes després de la substitució d'Angélica Such per la seua implicació al Cas Gürtel.